# رايموند كولتر
رايموند كولتر (بالإنجليزية: Raymond Coulter)‏ هو لاعب رماية أمريكي، ولد في 12 أبريل 1897 في Hadley Township, Pike County, Illinois ‏ في الولايات المتحدة، وتوفي في 23 يناير 1965 في ماونت الاسترليني في الولايات المتحدة.

## وصلات خارجية
- رايموند كولتر على موقع أوليمبيديا (الإنجليزية)